# 栏杆镇 (宿州市)
栏杆镇，是中华人民共和国安徽省宿州市埇桥区下辖的一个乡镇级行政单位。

## 行政区划
栏杆镇下辖以下地区：
栏西村、栏东村、石相村、大旺村、石河村、张町村、柏山村、王庄村、路町村、孙楼村、安水村、韩村、阚町村、丁李村、化楼村、小集村、段楼村、新庄村和老海寺林场。